# Sant Marçau de Valença
Sant Marçau de Valença (en francès Saint-Marcel-lès-Valence) és un municipi francès situat al departament de la Droma i a la regió d'Alvèrnia-Roine-Alps.